# زبان‌های اشاره لائوسی
زبان اشاره لائوسی زبان‌های اشاره‌ای هستند که توسط ناشنوایان و کم شنوایان در لائوس استفاده می‌شوند. این زبان‌ها با زبان‌های اشاره بومی ویتنام و تایلند دارای ارتباط تاریخی هستند.